# 岸辺駅
岸辺駅（きしべえき）は、大阪府吹田市岸部南一丁目にある、西日本旅客鉄道（JR西日本）東海道本線の駅。駅番号はJR-A43。「JR京都線」の愛称区間に含まれている。
駅の北側には広大な吹田操車場跡地が存在していたが、それを引き継いだ吹田信号場や、さらなる後身として吹田操車場跡地に新設された吹田貨物ターミナル駅とは同一構内として扱われていない。

## 歴史
駅名は「岸辺」であるが地名は「岸部」である。これは当時の日本国有鉄道（国鉄）が駅名に簡便で間違いにくい表記を採用したためである。なお、岸部という地名は1889年（明治22年）の町村制施行で岸部村が発足したときに「吉志部」を簡略化したものであり、吉志部神社などに古い表記が残る。

### 年表
- 1947年（昭和22年）
  - 4月11日：国有鉄道東海道本線の千里丘駅 - 吹田駅間（吹田操車場付近）に新設開業[2]。旅客扱いのみ[3]。
  - 6月6日：昭和天皇が吹田操車場に行幸（昭和天皇の戦後巡幸）、お召し列車が岸辺駅に発着[4]。
- 1970年（昭和45年）6月25日：鉄筋コンクリートの旧駅舎が完成し、使用を開始。
- 1984年（昭和59年）2月1日：荷物扱い廃止[3]。
- 1987年（昭和62年）4月1日：国鉄分割民営化により、西日本旅客鉄道（JR西日本）の駅となる[3]。
- 1988年（昭和63年）3月13日：路線愛称の制定により、「JR京都線」の愛称を使用開始。
- 1997年（平成9年）7月19日：自動改札機を設置し、供用開始[5]。
- 2002年（平成14年）7月29日：JR京都・神戸線運行管理システム導入[6]。ホームに電光掲示板設置。
- 2003年（平成15年）11月1日：ICカード「ICOCA」の利用が可能となる。
- 2007年（平成19年）3月18日：駅自動放送を更新。
- 2008年（平成20年）2月20日：改札口に電光掲示板設置。
- 2009年（平成21年）10月17日：橋上駅舎化に伴い、旧駅舎の一部が削られるため、窓口と改札口の位置が変更される。
- 2010年（平成22年）1月17日：橋上駅舎化に伴い、2番のりばを1両分、3番のりばを2両分仮ホームに移設。
- 2012年（平成24年）
  - 3月17日：橋上駅舎が仮供用開始[1]。同時にみどりの券売機、エレベーター、エスカレーターが供用開始。ホームのかさ上げ工事が完成すると同時にホームを高槻・京都方面へ2両分移設。
  - 5月21日：北口開設。北口駅前広場が供用開始。
- 2013年（平成25年）9月23日：駅構内にハート・インが開店。
- 2015年（平成27年）
  - 3月12日：入線警告音の見直しに伴い、接近メロディ導入[7]。
  - 3月14日：南口駅前広場の改修工事が完成。これにより、橋上駅舎化事業がすべて完了。
- 2018年（平成30年）
  - 3月17日：駅ナンバリングを導入。
  - 11月17日：駅北側に商業施設「VIERRA岸辺健都」が開業[8]。駅コンコースと新たに建設した100 mを超える長さのペデストリアンデッキ（後掲の跨線橋写真参照）で直結。
- 2021年（令和3年）
  - 11月30日：この日をもってみどりの窓口が営業終了。
  - 12月1日：みどりの券売機プラスが稼働開始。

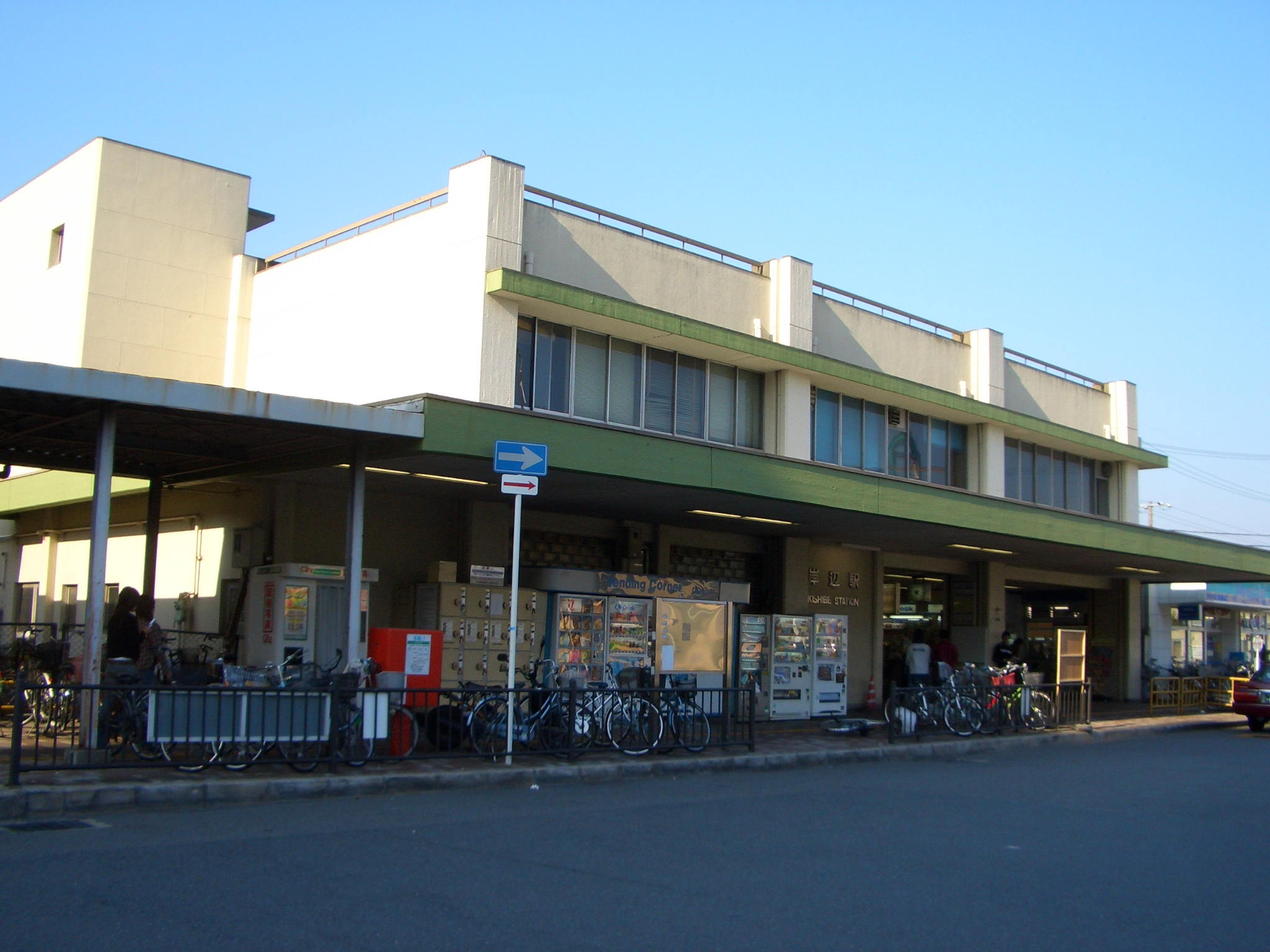
地上駅時代の駅舎（2005年11月）

## 駅構造
複々線区間内にあり、上り・下りの各内側線・外側線間に1面ずつ、計2面4線（乗降は2面2線のみ）の島式ホームを有する。分岐器や絶対信号機を持たないため、停留所に分類される。4線とも停車可能であるが、普通電車のみが停車する当駅では基本的に内側の2・3番ホームのみが乗降に使われるため、外側線のホームには安全柵が設置されている。
2012年3月16日までは、改札口とホームが階段と地下通路で連絡している地上駅方式であったが、同年3月17日より、ホームの上に駅舎がある橋上駅方式となった。地上駅時代はエスカレーターやエレベーターは設置されていなかったが、橋上駅舎化で解消された。また、橋上駅舎化でみどりの券売機および多目的トイレも設置された。
改札機はICOCAおよびその相互利用可能ICカードに対応。LED式発車案内は2002年7月29日のJR京都・神戸線運行管理システムの導入に合わせて2・3番のりばのみに設置されていたが、2008年2月20日より改札口にも3段表示できるものが設置された。
直営駅ではあるが駅長は配置されておらず、高槻駅（管理駅）と吹田駅（地区駅）が当駅を管理している。

### のりば
| のりば | 路線      | 方向 | 線路   | 行先                       |
| ------ | --------- | ---- | ------ | -------------------------- |
| 1      | AJR京都線 | 下り | 外側線 | （通過列車のみのため閉鎖） |
| 2      | JR京都線  | 下り | 内側線 | 大阪・三ノ宮方面           |
| 3      | JR京都線  | 上り | 内側線 | 高槻・京都方面             |
| 4      | AJR京都線 | 上り | 外側線 | （通過列車のみのため閉鎖） |

- 路線名は旅客案内上の名称（愛称）で表記

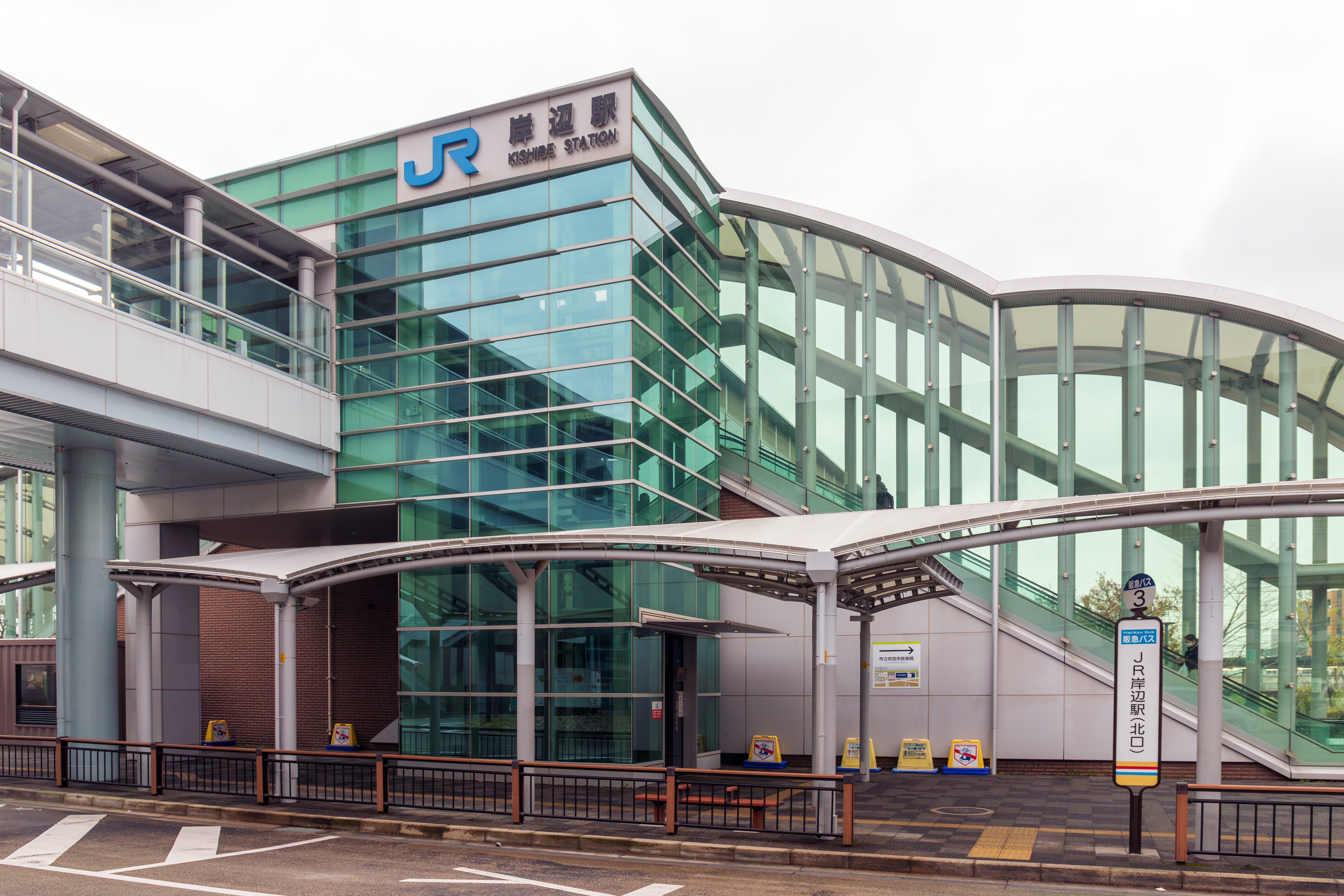
北口（2024年3月）
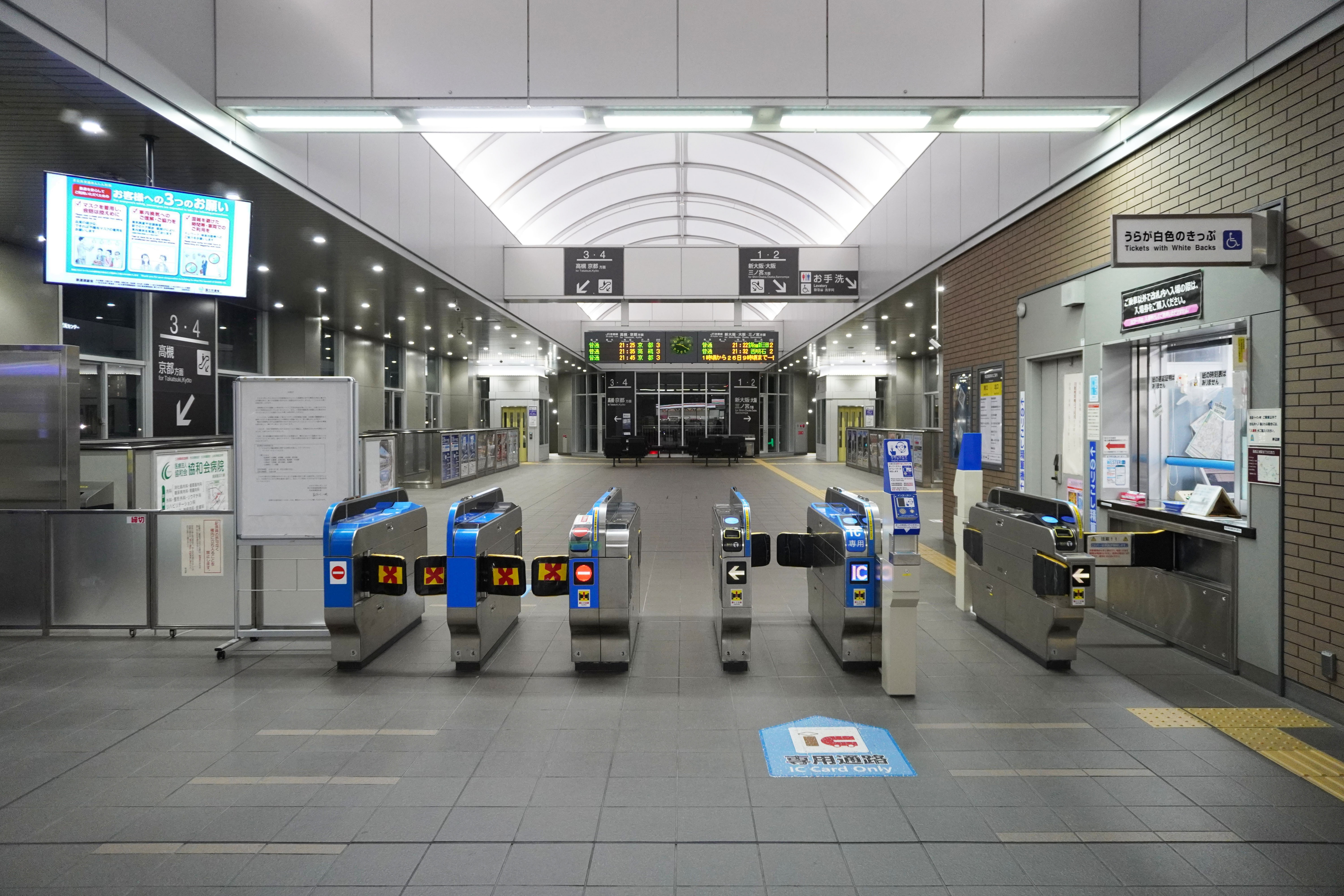
改札口（2023年2月）
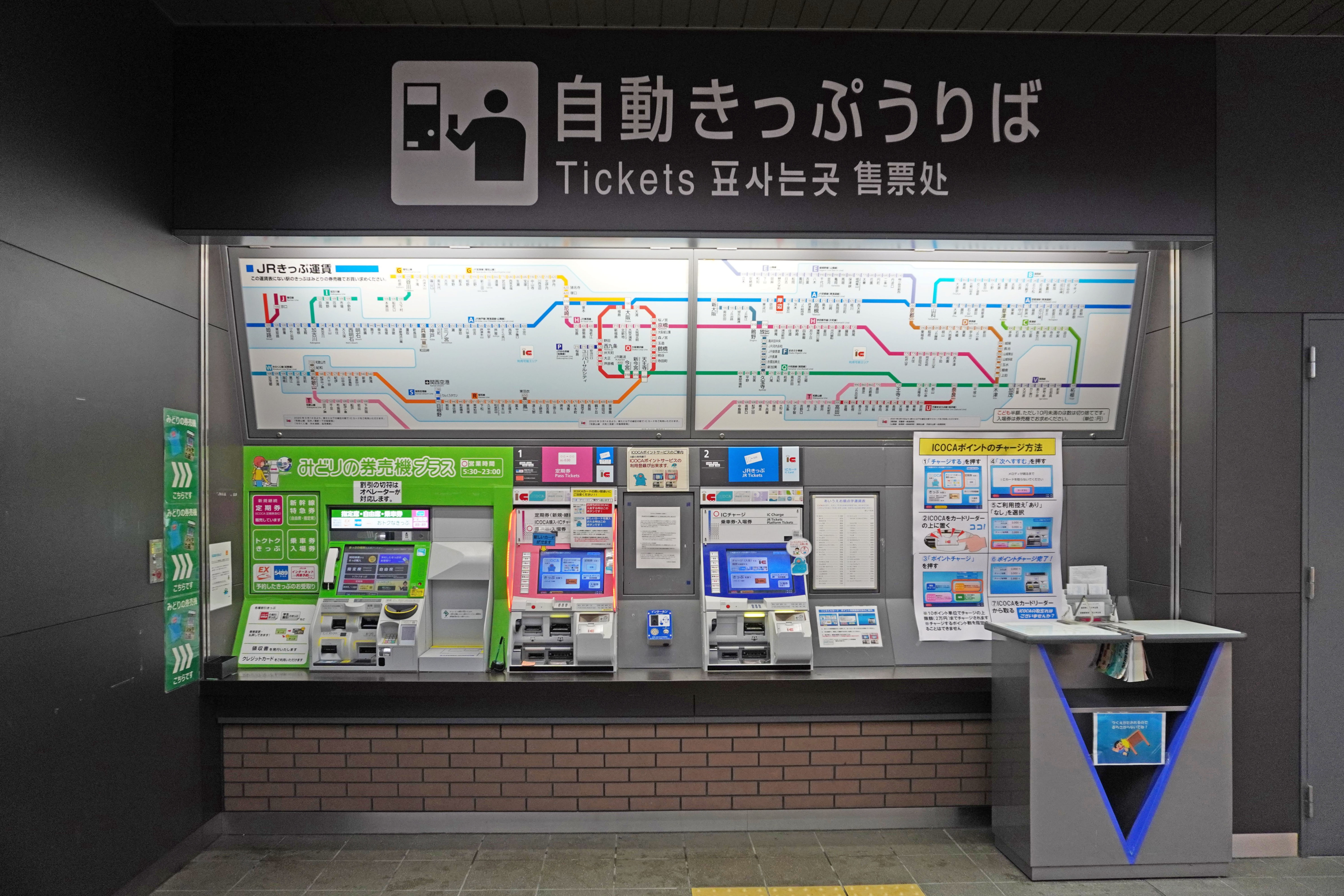
切符売り場（2023年2月）
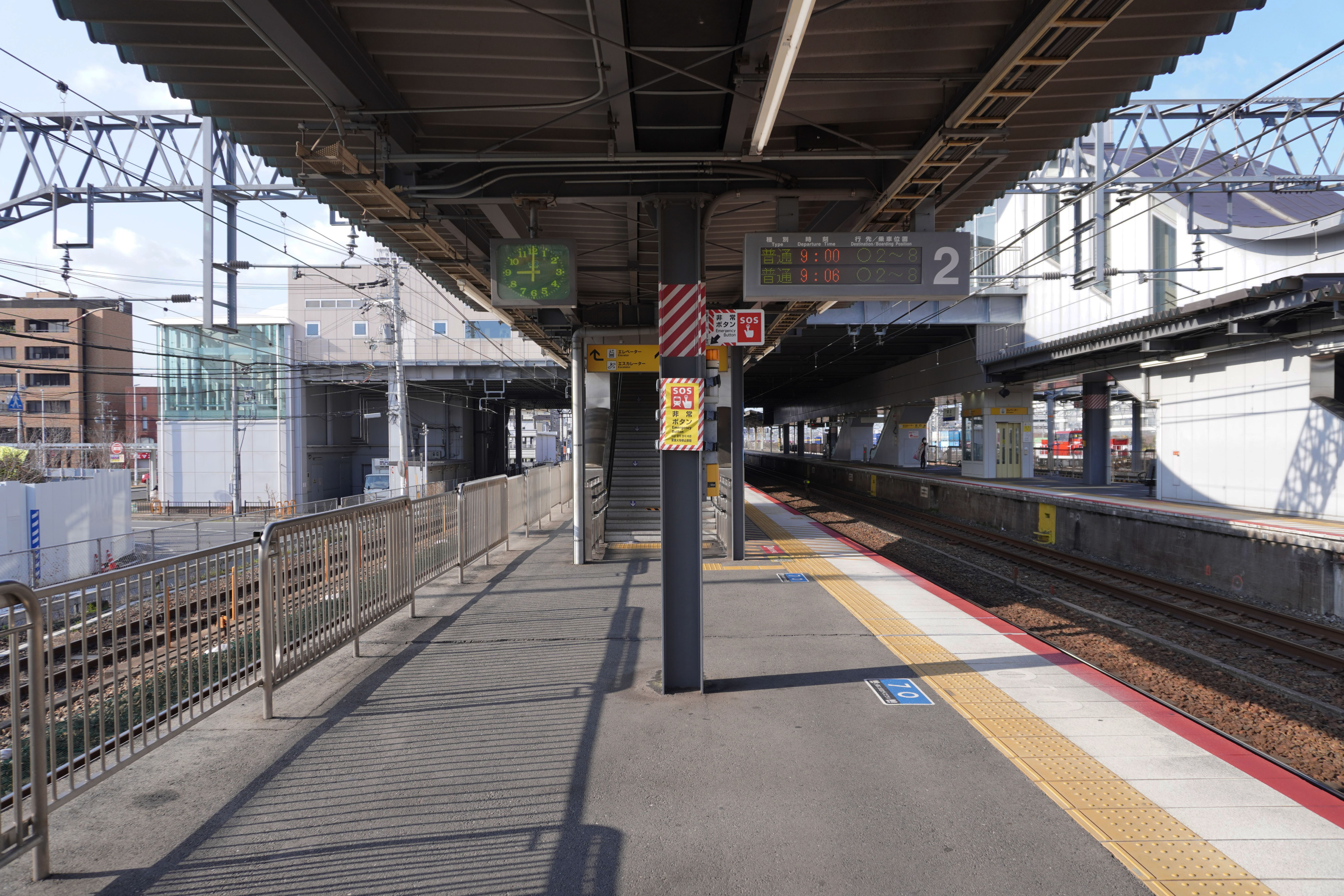
1・2番のりばホーム（2023年2月）
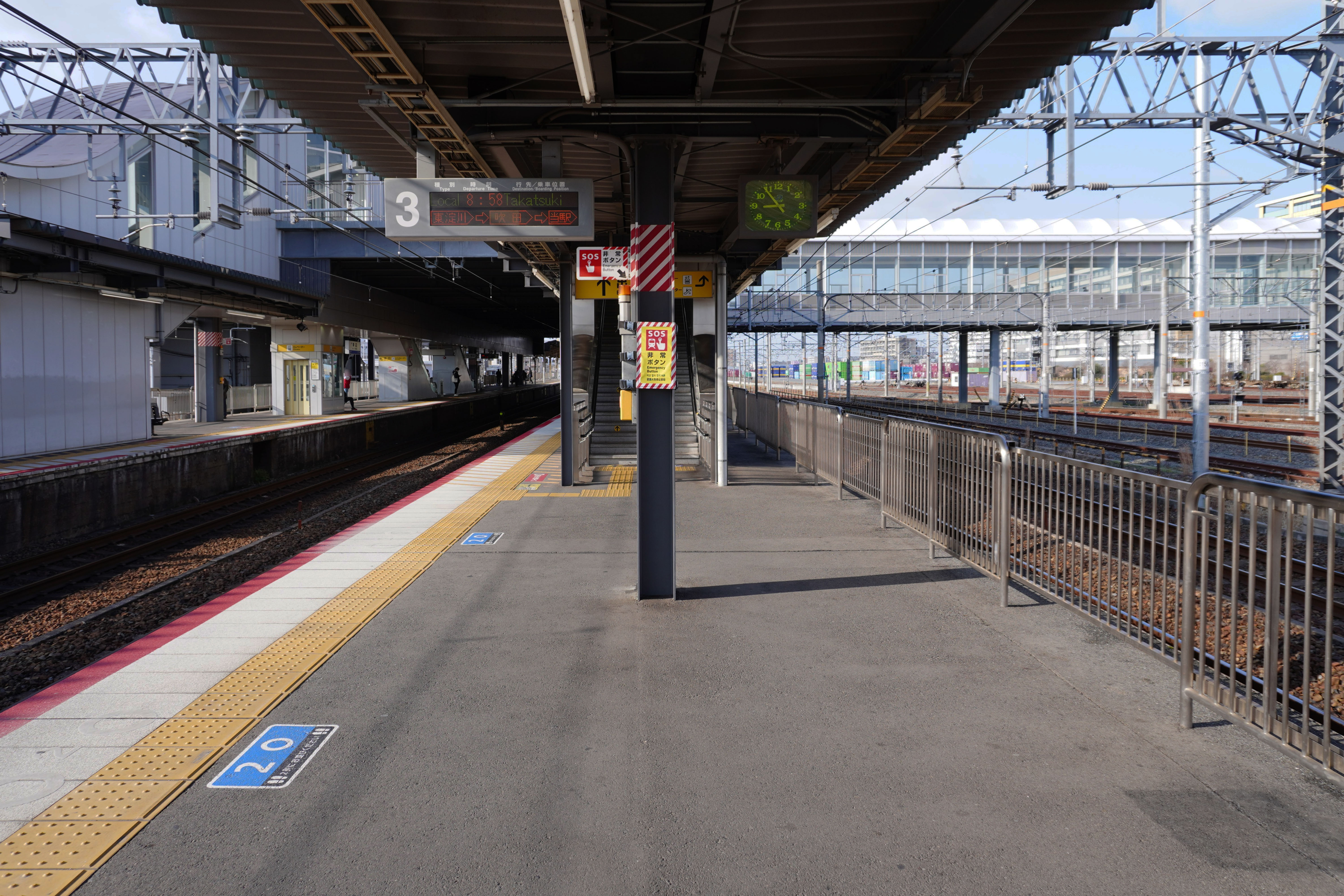
3・4番のりばホーム（2023年2月）
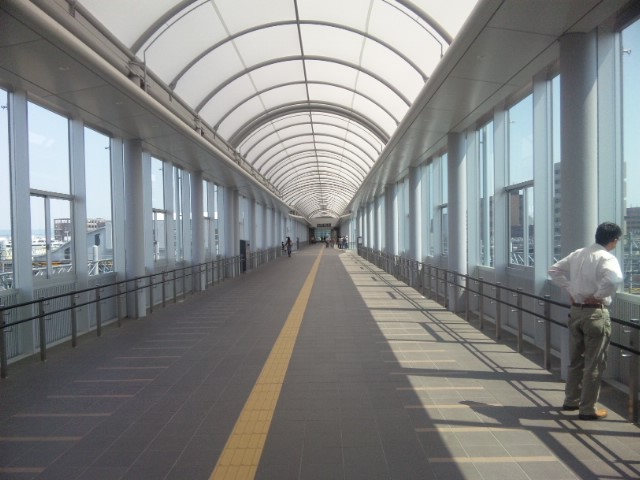
ペデストリアンデッキ（2012年5月）

### 橋上駅舎化工事
吹田操車場跡地に吹田貨物ターミナル駅が建設されるのに先立って、2012年3月17日に橋上駅舎に改築され、使用が開始された。同時にホームを千里丘方へ約40メートル（2両分）延長した上で、エレベーター、エスカレーター、階段が新設された。また、線路や貨物駅をまたぐペデストリアンデッキを設けることで、線路の北側と駅のアクセスが改善された。なお、この計画は吹田市が吹田貨物ターミナル駅を受け入れる条件の1つとなっていた。工事は2015年3月14日に完成した。
この準備工事として、駅構内にあったキヨスクとハート・イン岸辺店を閉店としたうえで、2009年7月26日より改札の位置を西側へずらした。また、この工事によって駅本屋の右半分が削られ、2009年10月17日より窓口と改札口の位置が変更された。2009年11月21日より駅前ロータリーの構造が変更となり、2010年1月17日からは橋上構造物準備工事のために大阪側へと両方向ともホームがずらされ、下り線は1両分、上り線は2両分の仮設ホームが完成した。

## 利用状況
2023年（令和5年）度の1日平均乗車人員は19,989人で、JR西日本では兵庫駅に次いで第48位である。JR京都線で普通列車しか止まらない駅では、吹田駅に次いで第2位。駅北側の再開発により2010年代後半より増加傾向にあり、2022年には隣の千里丘駅を上回った。
各年度の1日平均乗車人員は以下の通りである。
| 年度               | 1日平均 乗車人員 | 増加率 | 順位 | 定期利用状況 | 定期利用状況 | 出典           | 出典          |
| 年度               | 1日平均 乗車人員 | 増加率 | 順位 | 1日平均      | 定期率       | JR西日本       | 大阪府        |
| ------------------ | ---------------- | ------ | ---- | ------------ | ------------ | -------------- | ------------- |
| 1988年（昭和63年） | 12,089           |        |      | 8,218        | 68.0%        |                | [ 大阪府 1 ]  |
| 1989年（平成元年） | 12,672           | 4.8%   |      | 8,551        | 67.5%        |                | [ 大阪府 1 ]  |
| 1990年（平成02年） | 13,559           | 7.0%   |      | 9,095        | 67.1%        |                | [ 大阪府 2 ]  |
| 1991年（平成03年） | 14,586           | 7.6%   |      | 9,879        | 67.7%        |                | [ 大阪府 3 ]  |
| 1992年（平成04年） | 15,170           | 4.0%   |      | 10,539       | 69.5%        |                | [ 大阪府 4 ]  |
| 1993年（平成05年） | 15,592           | 2.8%   |      | 10,875       | 69.7%        |                | [ 大阪府 5 ]  |
| 1994年（平成06年） | 15,710           | 0.8%   |      | 10,924       | 69.5%        |                | [ 大阪府 6 ]  |
| 1995年（平成07年） | 16,617           | 5.8%   |      | 11,504       | 69.2%        |                | [ 大阪府 7 ]  |
| 1996年（平成08年） | 16,946           | 2.0%   |      | 11,813       | 69.7%        |                | [ 大阪府 8 ]  |
| 1997年（平成09年） | 16,666           | -1.7%  |      | 11,678       | 70.1%        |                | [ 大阪府 9 ]  |
| 1998年（平成10年） | 16,433           | -1.4%  |      | 11,539       | 70.2%        |                | [ 大阪府 10 ] |
| 1999年（平成11年） | 16,112           | -2.0%  |      | 11,269       | 69.9%        |                | [ 大阪府 11 ] |
| 2000年（平成12年） | 15,439           | -4.2%  |      | 10,949       | 70.9%        |                | [ 大阪府 12 ] |
| 2001年（平成13年） | 15,259           | -1.2%  |      | 10,560       | 69.2%        |                | [ 大阪府 13 ] |
| 2002年（平成14年） | 14,868           | -2.6%  |      | 10,283       | 69.2%        |                | [ 大阪府 14 ] |
| 2003年（平成15年） | 14,754           | -0.8%  |      | 10,215       | 69.2%        |                | [ 大阪府 15 ] |
| 2004年（平成16年） | 14,600           | -1.0%  |      | 10,201       | 70.0%        |                | [ 大阪府 16 ] |
| 2005年（平成17年） | 14,439           | -1.1%  |      | 10,066       | 69.7%        |                | [ 大阪府 17 ] |
| 2006年（平成18年） | 14,567           | 0.9%   |      | 9,959        | 68.4%        |                | [ 大阪府 18 ] |
| 2007年（平成19年） | 14,556           | -0.1%  |      | 9,852        | 67.7%        |                | [ 大阪府 19 ] |
| 2008年（平成20年） | 14,712           | 1.1%   |      | 10,101       | 68.7%        |                | [ 大阪府 20 ] |
| 2009年（平成21年） | 14,563           | -1.0%  |      | 10,141       | 69.6%        |                | [ 大阪府 21 ] |
| 2010年（平成22年） | 14,478           | -0.6%  |      | 10,190       | 70.4%        |                | [ 大阪府 22 ] |
| 2011年（平成23年） | 14,563           | 0.6%   |      | 10,251       | 70.4%        |                | [ 大阪府 23 ] |
| 2012年（平成24年） | 14,883           | 2.2%   |      | 10,373       | 69.7%        |                | [ 大阪府 24 ] |
| 2013年（平成25年） | 15,402           | 3.5%   |      | 10,784       | 70.0%        |                | [ 大阪府 25 ] |
| 2014年（平成26年） | 15,274           | -0.8%  |      | 10,681       | 69.9%        |                | [ 大阪府 26 ] |
| 2015年（平成27年） | 15,464           | 1.2%   |      | 10,711       | 69.3%        |                | [ 大阪府 27 ] |
| 2016年（平成28年） | 15,560           | 0.6%   |      | 10,887       | 70.0%        |                | [ 大阪府 28 ] |
| 2017年（平成29年） | 15,986           | 2.7%   |      | 11,158       | 70.0%        |                | [ 大阪府 29 ] |
| 2018年（平成30年） | 17,049           | 6.6%   |      | 11,848       | 69.5%        |                | [ 大阪府 30 ] |
| 2019年（令和元年） | 18,926           | 11.0%  |      | 12,969       | 68.5%        |                | [ 大阪府 31 ] |
| 2020年（令和02年） | 15,293           | -19.2% |      | 11,063       | 72.3%        |                | [ 大阪府 32 ] |
| 2021年（令和03年） | 16,516           | 8.0%   | 50位 | 11,770       | 71.3%        | [ JR西日本 1 ] | [ 大阪府 33 ] |
| 2022年（令和04年） | 18,789           | 13.8%  | 49位 | 13,023       | 69.3%        | [ JR西日本 2 ] | [ 大阪府 34 ] |
| 2023年（令和05年） | 19,989           | 6.4%   | 48位 | 13,657       | 68.3%        | [ JR西日本 3 ] | [ 大阪府 35 ] |

### 年間利用状況
下表内の数値の単位は全て「千人」である。近年の1年間の乗降人員は以下の通り。
| 年度               | 乗降人員 | うち定期 | 出典         |
| ------------------ | -------- | -------- | ------------ |
| 2014年（平成26年） | 11,150   | 7,798    | [ 吹田市 1 ] |
| 2015年（平成27年） | 11,288   | 7,820    | [ 吹田市 1 ] |
| 2016年（平成28年） | 11,358   | 7,948    | [ 吹田市 1 ] |
| 2017年（平成29年） | 11,670   | 8,145    | [ 吹田市 1 ] |
| 2018年（平成30年） | 12,446   | 8,650    | [ 吹田市 1 ] |
| 2019年（令和元年） | 13,854   | 9,493    | [ 吹田市 2 ] |
| 2020年（令和02年） | 11,164   | 8,076    | [ 吹田市 3 ] |
| 2021年（令和03年） | 12,057   | 8,592    | [ 吹田市 4 ] |
| 2022年（令和04年） | 13,716   | 9,507    | [ 吹田市 5 ] |
| 2023年（令和05年） | 14,632   | 9,997    | [ 吹田市 6 ] |

#### 乗車人員のみ
平成30年度公表分までは乗車人員のみの記載であった。
| 年度               | 乗車人員 | うち定期 | 出典          |
| ------------------ | -------- | -------- | ------------- |
| 1998年（平成10年） | 5,998    | 4,212    | [ 吹田市 7 ]  |
| 1999年（平成11年） | 5,906    | 4,134    | [ 吹田市 7 ]  |
| 2000年（平成12年） | 5,745    | 3,996    | [ 吹田市 7 ]  |
| 2001年（平成13年） | 5,569    | 3,854    | [ 吹田市 7 ]  |
| 2002年（平成14年） | 5,427    | 3,753    | [ 吹田市 7 ]  |
| 2003年（平成15年） | 5,400    | 3,739    | [ 吹田市 8 ]  |
| 2004年（平成16年） | 5,329    | 3,723    | [ 吹田市 9 ]  |
| 2005年（平成17年） | 5,270    | 3,674    | [ 吹田市 10 ] |
| 2006年（平成18年） | 5,317    | 3,635    | [ 吹田市 11 ] |
| 2007年（平成19年） | 5,327    | 3,606    | [ 吹田市 12 ] |
| 2008年（平成20年） | 5,370    | 3,687    | [ 吹田市 13 ] |
| 2009年（平成21年） | 5,316    | 3,701    | [ 吹田市 14 ] |
| 2010年（平成22年） | 5,284    | 3,719    | [ 吹田市 15 ] |
| 2011年（平成23年） | 5,330    | 3,752    | [ 吹田市 16 ] |
| 2012年（平成24年） | 5,432    | 3,786    | [ 吹田市 17 ] |
| 2013年（平成25年） | 5,622    | 3,936    | [ 吹田市 18 ] |
| 2014年（平成26年） | 5,575    | 3,899    | [ 吹田市 19 ] |
| 2015年（平成27年） | 5,644    | 3,910    | [ 吹田市 20 ] |
| 2016年（平成28年） | 5,679    | 3,974    | [ 吹田市 21 ] |
| 2017年（平成29年） | 5,691    | 3,972    | [ 吹田市 22 ] |

## 駅周辺

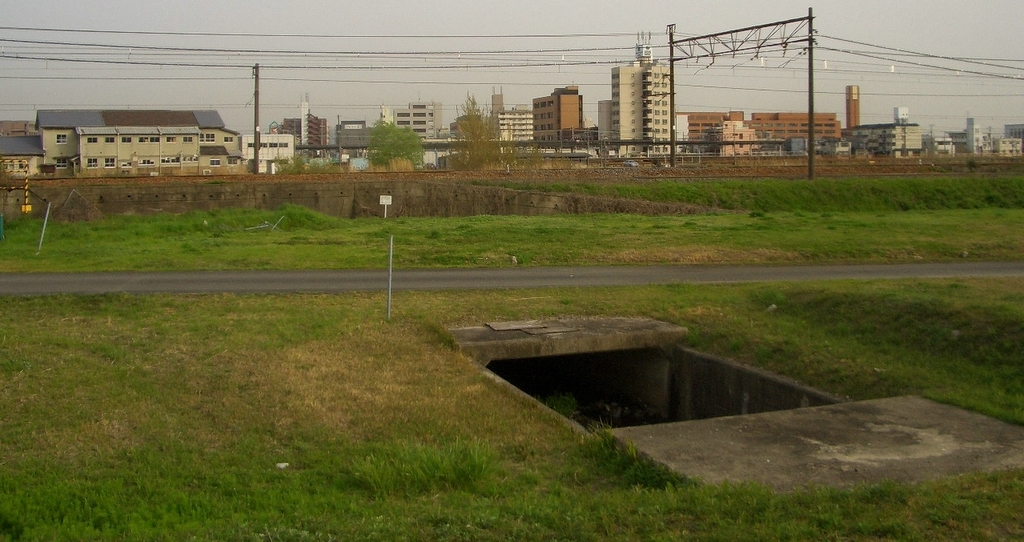
北側から撮影した岸辺駅。吹田操車場跡の遙か彼方にホームの屋根だけが確認できる

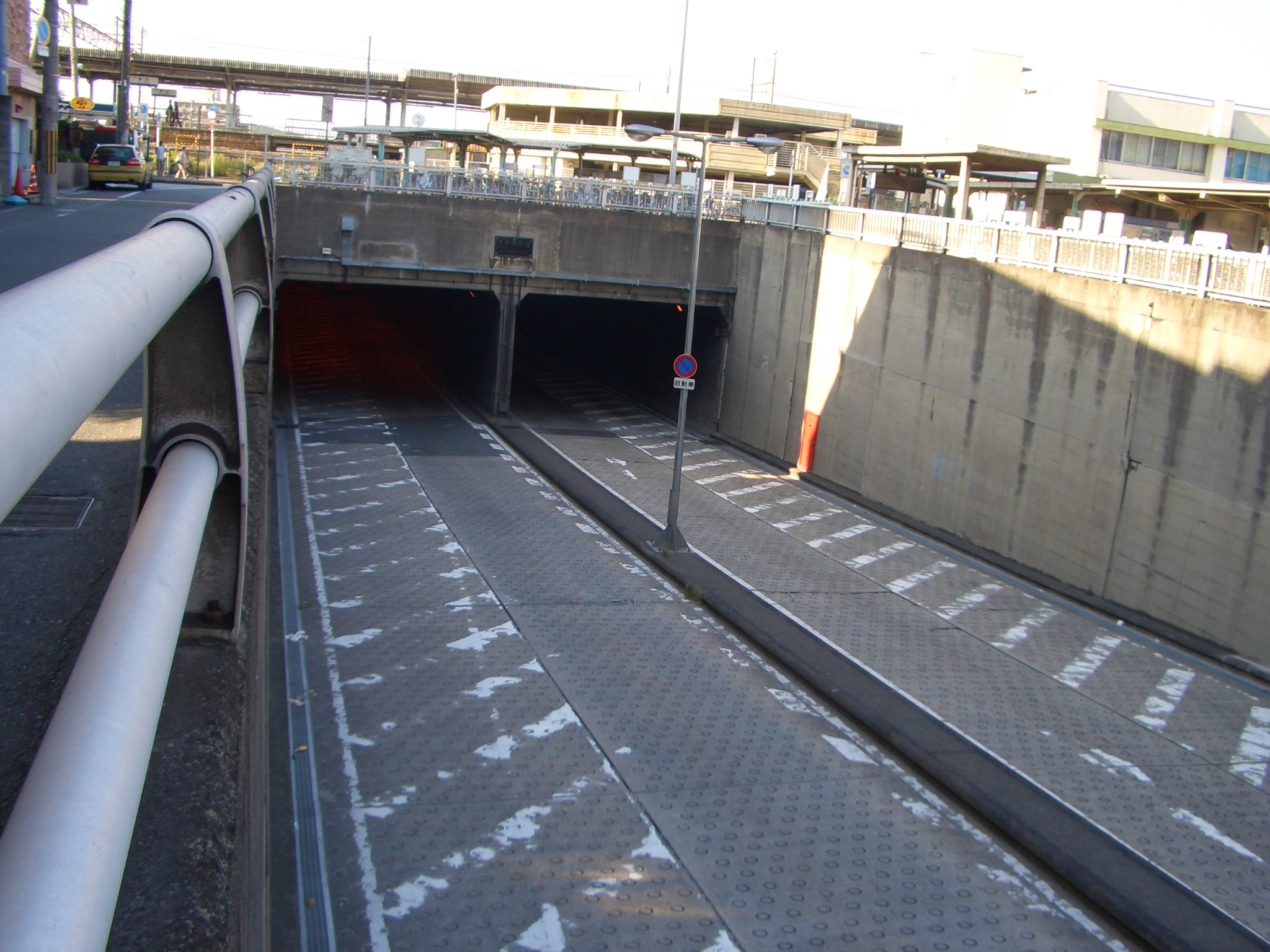
岸部地下道（2005年11月）

阪急電鉄の正雀駅とは徒歩6分程度の距離である。同駅は駅舎が摂津市に置かれているが、ホームの半分以上は岸辺駅と同じ吹田市岸部南にある。
- 北大阪健康医療都市（健都）
  - 国立循環器病研究センター
  - 市立吹田市民病院
  - VIERRA岸辺健都
  - 健都イノベーションパーク
    - 国立健康・栄養研究所
    - ニプロ本社

  - 吹田市立健都ライブラリー
  - 健都レールサイド公園
  - 明和池公園
  - ローレルスクエア健都ザ・レジデンス
  - ローレルスクエア健都ザ・テラス
  - 高齢者向けウェルネス住宅
  - ドナルド・マクドナルド・ハウスおおさか健都
- JR貨物吹田機関区
- JR西日本吹田工場
- 大阪学院大学
- 大阪学院大学高等学校
- 大阪人間科学大学
- 大阪薫英女学院中学校・高等学校
- 大阪薫英女子短期大学
- 星翔高等学校
- 関西大学吹田みらいキャンパス
- 吹田市立博物館
- 吉志部神社
- 正雀川
- 阪急電鉄正雀工場
- オッペン化粧品本社
- 日本郵便 吹田岸辺駅前郵便局
- 岸部地下道
- 岸辺ステーションホテル
- カンデオホテルズ大阪岸辺

## バス路線
駅の南北両側にロータリーがあり、阪急バスの路線が発着する。大部分は北口に乗り入れる。停留所名はそれぞれ「JR岸辺駅（南口）」「JR岸辺駅（北口）」。
特記ない限り吹田営業所の担当。
| のりば | 路線       | 系統・行先                            | 備考                               |
| ------ | ---------- | ------------------------------------- | ---------------------------------- |
| 南口   | 吹田市内線 | 10系統：吹田営業所前/JR吹田駅（南口） | 一部便はJR吹田駅（南口）止まり     |
| 南口   | 吹田市内線 | 10系統：桃山台駅                      |                                    |
| 1      | 吹田市内線 | 11系統：桃山台駅                      |                                    |
| 1      | 吹田市内線 | 7系統：阪急千里山駅                   | 平日のみ                           |
| 2      | 吹田市内線 | 12系統：千里中央/阪急山田駅           |                                    |
| 2      | 吹田市内線 | 18系統：千里中央/阪急山田駅           | この系統のみ大部分が千里営業所担当 |
| 3      | 吹田市内線 | 12系統：JR吹田駅（南口）              |                                    |

## 隣の駅
西日本旅客鉄道（JR西日本）
 JR京都線（東海道本線）
■新快速・■快速
通過
■普通
千里丘駅 (JR-A42) - 岸辺駅 (JR-A43) - 吹田駅 (JR-A44)
- 当駅 - 吹田駅間には貨物駅として吹田貨物ターミナル駅があるが、施設は貨物線のみに存在しており、当駅構内の旅客線からは直接繋がっていない。なお、同駅の前身である吹田信号場は、営業キロ上では千里丘駅 - 当駅の間に位置していた。

### 記事本文

### 利用状況
1. ↑  データで見るJR西日本：JR西日本
2. ↑  大阪府統計年鑑 - 大阪府
3. 1 2  吹田市統計書

#### データで見るJR西日本
1. ↑  “データで見るJR西日本2022” (PDF). 2022年10月6日時点のオリジナルよりアーカイブ。2024年10月3日閲覧。
2. ↑  “データで見るJR西日本2023” (PDF). 2023年10月7日時点のオリジナルよりアーカイブ。2024年10月3日閲覧。
3. ↑  “データで見るJR西日本2024” (PDF). 2024年9月27日時点のオリジナルよりアーカイブ。2024年10月3日閲覧。

#### 大阪府統計年鑑
1. 1 2  大阪府統計年鑑（平成2年） (PDF)
2. ↑  大阪府統計年鑑（平成3年） (PDF)
3. ↑  大阪府統計年鑑（平成4年） (PDF)
4. ↑  大阪府統計年鑑（平成5年） (PDF)
5. ↑  大阪府統計年鑑（平成6年） (PDF)
6. ↑  大阪府統計年鑑（平成7年） (PDF)
7. ↑  大阪府統計年鑑（平成8年） (PDF)
8. ↑  大阪府統計年鑑（平成9年） (PDF)
9. ↑  大阪府統計年鑑（平成10年） (PDF)
10. ↑  大阪府統計年鑑（平成11年） (PDF)
11. ↑  大阪府統計年鑑（平成12年） (PDF)
12. ↑  大阪府統計年鑑（平成13年） (PDF)
13. ↑  大阪府統計年鑑（平成14年） (PDF)
14. ↑  大阪府統計年鑑（平成15年） (PDF)
15. ↑  大阪府統計年鑑（平成16年） (PDF)
16. ↑  大阪府統計年鑑（平成17年） (PDF)
17. ↑  大阪府統計年鑑（平成18年） (PDF)
18. ↑  大阪府統計年鑑（平成19年） (PDF)
19. ↑  大阪府統計年鑑（平成20年） (PDF)
20. ↑  大阪府統計年鑑（平成21年） (PDF)
21. ↑  大阪府統計年鑑（平成22年） (PDF)
22. ↑  大阪府統計年鑑（平成23年） (PDF)
23. ↑  大阪府統計年鑑（平成24年） (PDF)
24. ↑  大阪府統計年鑑（平成25年） (PDF)
25. ↑  大阪府統計年鑑（平成26年） (PDF)
26. ↑  大阪府統計年鑑（平成27年） (PDF)
27. ↑  大阪府統計年鑑（平成28年） (PDF)
28. ↑  大阪府統計年鑑（平成29年） (PDF)
29. ↑  大阪府統計年鑑（平成30年） (PDF)
30. ↑  大阪府統計年鑑（令和元年） (PDF)
31. ↑  大阪府統計年鑑（令和2年） (PDF)
32. ↑  大阪府統計年鑑（令和3年） (PDF)
33. ↑  大阪府統計年鑑（令和4年） (PDF)
34. ↑  大阪府統計年鑑（令和5年） (PDF)
35. ↑  大阪府統計年鑑（令和6年） (PDF)

#### 吹田市統計書
1. 1 2 3 4 5  令和元年版吹田市統計書 (PDF)
2. ↑  令和2年版吹田市統計書 (PDF)
3. ↑  令和3年版吹田市統計書 (PDF)
4. ↑  令和4年版吹田市統計書 (PDF)
5. ↑  令和5年版吹田市統計書 (PDF)
6. ↑  令和6年版吹田市統計書 (PDF)
7. 1 2 3 4 5  平成15年版吹田市統計書 (PDF)
8. ↑  平成16年版吹田市統計書 (PDF)
9. ↑  平成17年版吹田市統計書 (PDF)
10. ↑  平成18年版吹田市統計書 (PDF)
11. ↑  平成19年版吹田市統計書 (PDF)
12. ↑  平成20年版吹田市統計書 (PDF)
13. ↑  平成21年版吹田市統計書 (PDF)
14. ↑  平成22年版吹田市統計書 (PDF)
15. ↑  平成23年版吹田市統計書 (PDF)
16. ↑  平成24年版吹田市統計書 (PDF)
17. ↑  平成25年版吹田市統計書 (PDF)
18. ↑  平成26年版吹田市統計書 (PDF)
19. ↑  平成27年版吹田市統計書 (PDF)
20. ↑  平成28年版吹田市統計書 (PDF)
21. ↑  平成29年版吹田市統計書 (PDF)
22. ↑  平成30年版吹田市統計書 (PDF)